# ابرنواختر کپلر

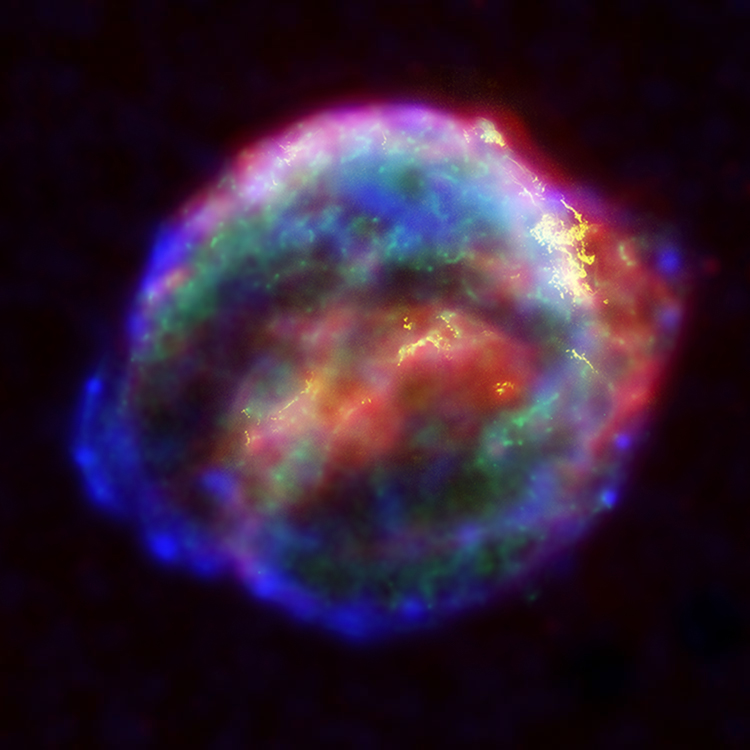
یک تصویر با رنگ غیرواقعی از تلسکوپ فضایی هابل که از ابرنواختر کپلر
سازنده: HST/NASA/ESA

ابرنواختر کپلر(به انگلیسی: Kepler's Supernova) یا اس‌ان ۱۶۰۴(به انگلیسی: SN 1604، Supernova 1604) یک ابرنواختر از نوع Ia  است که در کهکشان راه شیری رخ داد و در سال ۱۶۰۴ توسط کپلر دیده شد. مکان ظاهری این ابرنواختر در صورت فلکی مارافسای قرار دارد و  تا تاریخ سپتامبر ۲۰۱۱، این آخرین ابرنواختر بدیهی مشاهده شده در خود راه‌شیری می‌باشد. مکان واقعی آن در ۶ کیلوپارسکی یا به عبارتی ۲۰٬۰۰۰ سال نوری از زمین است. با چشم غیرمسلح دیده می‌شد. و در طول سه هفته در سال ۱۶۰۴ میلادی قدر ظاهری آن  −۲.۵ بود و از تمام اجرام آسمانی به اسثتنای خورشید، ماه و زهره درخشانتر بود.